# Marth (Fire Emblem)
Marth (マルス Marusu?) es el personaje ficticio secundario de la saga de videojuegos Fire Emblem. Fue el protagonista del primer juego de la franquicia, Fire Emblem: Ankoku Ryū to Hikari no Tsurugi, así como del tercero, Fire Emblem: Monshō no Nazo y en la versión para la Nintendo DS Fire Emblem: Shadow Dragon y Fire Emblem: Shin Monshō no Nazo: Hikari to Kage no Eiyū.
Aunque los títulos de Marth en Fire Emblem fueron comercializados solo en Japón en los años 1990, ha adquirido más amplia atención a través de sus recurrentes apariciones en los juegos de Super Smash Bros, siendo un personaje seleccionable con un alto posicionamiento en las listas de jugadores. La aparición de Marth y Roy en Super Smash Bros. Melee en 2001 y posteriormente Ike en Super Smash Bros. Brawl provocó un mayor nivel de interés en todo el mundo, siendo conocidos no solo en Japón. Fue por una parte que Nintendo decidió poner los juegos de Fire Emblem a la venta internacionalmente, empezando con lanzar la séptima entrega de la saga.

## Nombre y doblaje
Originalmente, en el idioma inglés, Marth fue denominado "Mars", pero con el lanzamiento de Super Smash Bros. Melee, Nintendo of America lo hizo llamar oficialmente "Marth".
En sus recientes apariciones en 3D en la serie Super Smash Bros. Melee y Super Smash Bros. Brawl y en el anime de 1996, Marth se ha desempeñado por ser doblado por el japonés Hikaru Midorikawa. Se mantiene esa voz en la zona occidental de Super Smash Bros. Melee y Super Smash Bros. Brawl, pero es retratado por Spike Spencer en el doblaje de las películas de anime.
Su nombre se inspira en la romanización de Ares, dios de la guerra griego.

## Apariciones

### Videojuegos
Fire Emblem
Fire Emblem: Ankoku Ryū to Hikari no Tsurugi:
Marth debutó el 20 de abril de 1990 con la liberación del videojuego Fire Emblem: Ankoku Ryu to Hikari no Ken en Japón. Él es representado como un príncipe heroico, a los dieciséis años de edad se ve obligado a huir de su hogar después de que su reino fue atacado. Luego asume el papel de héroe principal en una rebelión para recuperar el control de su reino y salvar a su hermana Ellis.
Fire Emblem: Monshō no Nazo:
En Fire Emblem: Monshō no Nazo, lanzado el 21 de enero de 1994, Marth vuelve con su papel protagonista de la historia. La primera parte del juego es un remake directo del primer juego de Fire Emblem, el papel de Marth no se modificó mucho. En la segunda parte Marth gasta sus días pacíficamente en Altea, hasta que descubrió un antiguo aliado que conquistó los reinos vecinos por la fuerza. En el transcurso del juego Marth trató de restablecer el Fire Emblem del verdadero poder.
Fire Emblem: Shadow Dragon:
Marth también aparece como el personaje principal de Fire Emblem: Shadow Dragon, ya que es un remake de Ankoku Ryu to Hikari no Ken. En el marco del DS de mejoras visuales, su apariencia ha cambiado en comparación a la del juego original. Esta será la primera vez para un juego protagonizado por Marth a ser puesto en libertad fuera de Japón.
Super Smash Bros
Super Smash Bros. Melee:
La primera gran aparición de Marth en el hemisferio occidental fue en el popular título de GameCube Super Smash Bros Melee. Marth se desbloquea  si el jugador lucha con los catorce personajes originales. Su aparición en este juego fue considerado un factor para que Nintendo lanzara títulos de Fire Emblem en todo el mundo. En este juego, no solo es Marth el jugador seleccionable de Fire Emblem, es acompañado por el protagonista de Fire Emblem: Fūin no Tsurugi, Roy.
Super Smash Bros. Brawl:
Marth es también un personaje elegible en este juego de Wii lanzado en 2008, Super Smash Bros Brawl. En este juego su apariencia era más actualizada y detallada. En la historia del juego en modo "The Subspace Emmisary", tiene el trabajo en equipo con Ike, el protagonista de Fire Emblem: Path of Radiance y Fire Emblem: Radiant Dawn y Meta Knight de la serie Kirby. En esta ocasión, Marth habla japonés en lugar de inglés, a diferencia de Ike.

### Otros medios
Anime
El anime de Fire Emblem, sobre la base de Fire Emblem: Monshō no Nazo, es una adaptación a partir de la parte de la primera entrega del juego. El anime representa cómo Marth y su hermana huyen del castillo después de que su padre es asesinado por el mal sacerdote, Garnef. Marth se enfrenta a la vergüenza de su familia por la derrota. El anime terminó después de que solo dos episodios se hayan realizado. De acuerdo al anime, el nombre de Marth es realmente Marth Lowell (マルスローウェル).
Juego de cartas Fire Emblem
Marth se presenta como una tarjeta en la final de conjuntos de expansión para el Fire Emblem del juego de cartas junto con otros personajes de Fire Emblem: Monshō no Nazo y también como una tarjeta de promoción.